# Marysville (Ohio)
Marysville is een plaats (city) in de Amerikaanse staat Ohio, en valt bestuurlijk gezien onder Union County.

## Demografie
Bij de volkstelling in 2000 werd het aantal inwoners vastgesteld op 15.942.
In 2006 is het aantal inwoners door het United States Census Bureau geschat op 17.621, een stijging van 1679 (10.5%).

## Geografie
Volgens het United States Census Bureau beslaat de plaats een oppervlakte van
40,4 km², waarvan 40,2 km² land en 0,2 km² water. Marysville ligt op ongeveer 296 m boven zeeniveau.

## Plaatsen in de nabije omgeving
De onderstaande figuur toont nabijgelegen plaatsen in een straal van 16 km rond Marysville.